# Кожанов Сергій Леонідович
Сергій Леонідович Кожанов (рос. Сергей Леонидович Кожанов нар. 21 липня 1964, Махачкала РРФСР) — радянський та російський футболіст, захисник, півзахисник, нападник. Майстер спорту (1986).

## Життєпис
Вихованець ДЮСШ «Динамо» (Махачкала). На початку кар'єри грав за клуб другої ліги «Динамо» (Махачкала) (1981-1983). У 1983-1987 роках грав за московське «Динамо», у складі якого став срібним призером у 1986 році. Також у складі владикавказької «Спартака» посів друге місце в чемпіонаті Росії 1992 року. У 1990-х грав в Одесі за команди КФК («Рибак»). У 2009 грав в турнірі ТДК від газети «Спорт-Експрес» за команду «Олімп» (Хімки).

## Досягнення
- Вища ліга чемпіонату СРСР
  -  Срібний призер (1): 1986

- Кубок СРСР
  -  Володар (1): 1984

- Прем'єр-ліга (Росія)
  -  Срібний призер (2): 1992